# Свети Стефан (римокатолическа църква в Сан Стефано)
 Тази статия е за католическата църква в Сан Стефано.  За православната вижте Свети Стефан (православна църква в Сан Стефано).  За арменската вижте Свети Стефан (арменска църква в Сан Стефано).
„Свети Стефан“ (на латински: Sancti Stephani; на турски: Ayastefanos) е католическа църква от латински обред в Сан Стефано (на турски Йешилкьой), предградие на Истанбул, Турция, част от Истанбулския апостолически викариат на Католическата църква.
Сградата е построена в периода 1867 - 1888 година от италианския архитект Виталиано Позели, специално изпратен за проекта от Италия. В архитектурно отношение е еднокорабна базилика. Отворите на сградата са засводени с дъги, а покривът е кръстат свод. В комплекса на църквата са сградите на манастира на монасите капуцини, разположени около вътрешен двор.